# Крушение в Перерве
Крушение в Перерве — железнодорожная катастрофа, произошедшая ночью 8 сентября 1930 года у платформы Перерва Московско-Курской железной дороги близ подмосковной деревни Марьино (ныне район Москвы), повлёкшая тяжёлые последствия из-за столкновения двух пассажирских поездов. В крушении погибли 16 человек (из них 13 на месте), ранены 46.

## Предшествующие обстоятельства

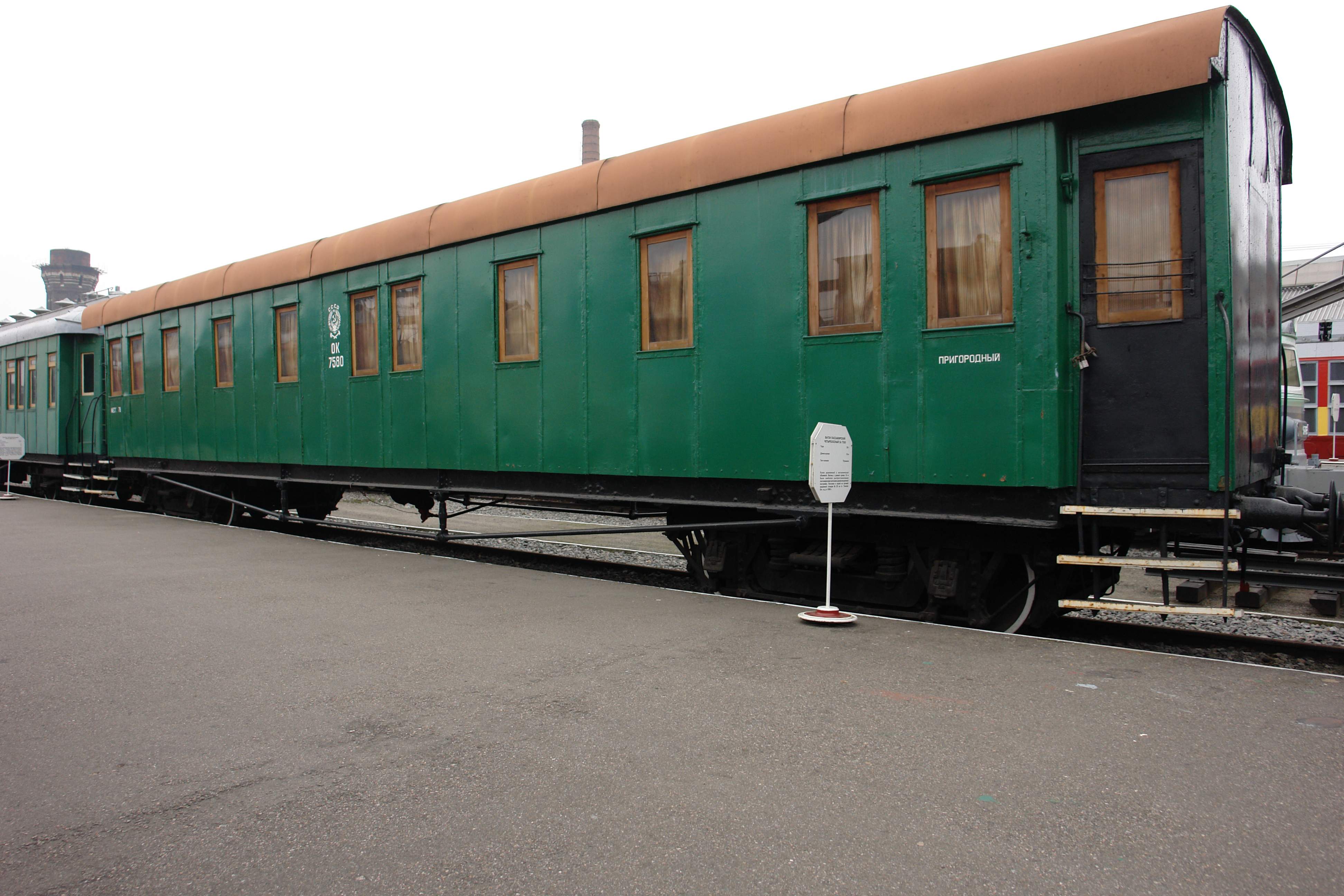
Пассажирский вагон 1920-х годов

24 августа в ремонтном депо Тула был поставлен на промывку котла паровоз С326. При этом сдающий машинист Логинов сделал в журнале запись о неисправном золотнике (элемент парораспределительного механизма, отвечающего за регулирование подачи пара в цилиндры паровой машины). После окончания промывки, 5 сентября была совершена пробная поездка, в которой выявился неудовлетворительный ремонт золотника, из-за чего парораспределение по обоим цилиндрам было неравномерным, что в свою очередь приводило к рывкам при движении паровоза. Несмотря на техническую неисправность, 7 сентября паровоз С326 был выдан на линию под пассажирский поезд № 64. Данный поезд состоял из 11 классных вагонов и одного вагона-ледника, вёл паровоз машинист Макаров. По пути в Москву поезд из-за дефекта паровоза трижды совершал вынужденные остановки, поэтому на станции Подольск Макаров запросил отцепить неисправный паровоз, а вместо него вцепить резервный. Однако, вместо этого к поезду прицепили вспомогательный локомотив под управлением машиниста Григорьева. При этом вспомогательный паровоз был вцеплен между паровозом С326 и вагонами, причём задом наперёд, то есть поездом по-прежнему управлял машинист Макаров. Тем не менее, постановка вспомогательного локомотива не решила основную проблему — нарушения в плавности хода у С326.

## Крушение

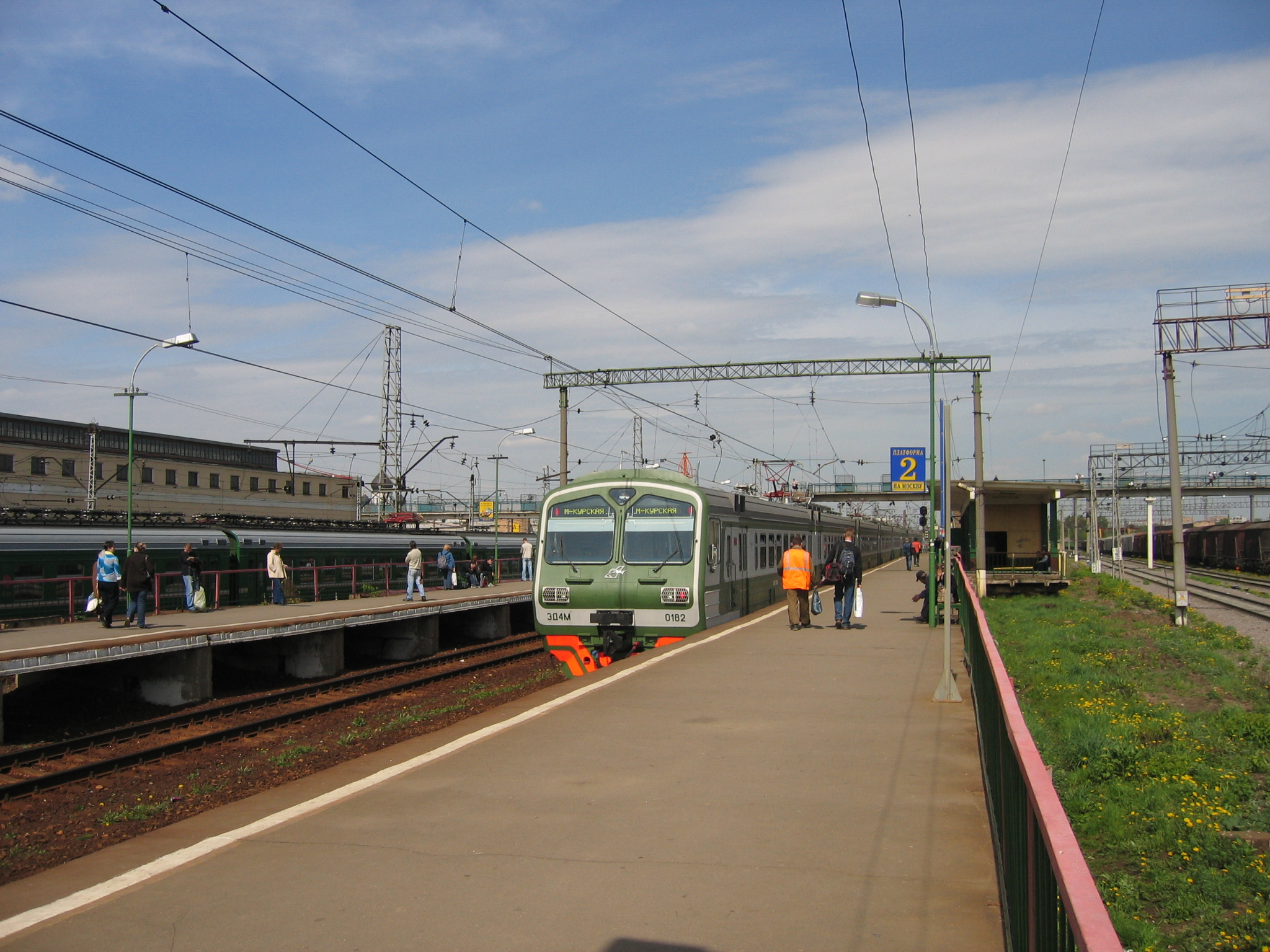
Платформа Перерва в 2007 году

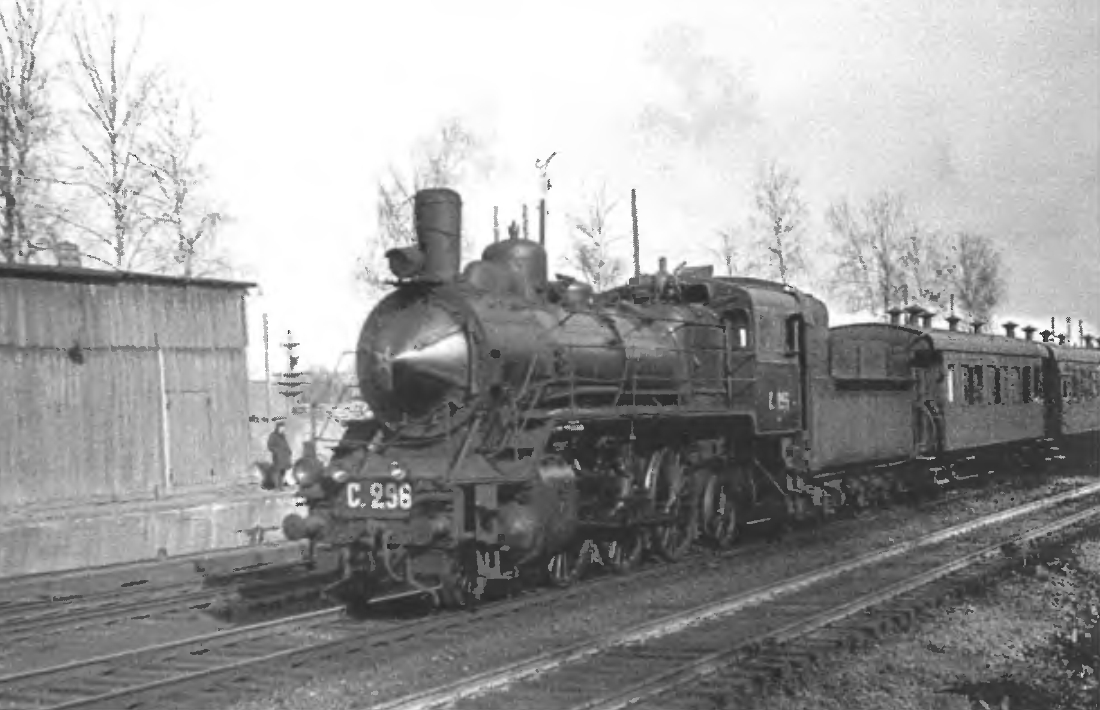
Паровоз С с пассажирским поездом

В 03:30 поезд № 64 прибыл на платформу Перерва, где по расписанию была положена остановка продолжительностью 1 минуту. При отправлении головной паровоз из-за неисправного парораспределения настолько сильно дёрнулся, что закреплённый на его тендере крюк винтовой сцепки попросту не выдержал и лопнул. Понимая, что вновь прицепить паровоз к составу уже не выйдет, Макаров спросил у машиниста вспомогательного паровоза, сможет ли тот самостоятельно вести поезд, ведь второй паровоз был вцеплен тендером вперёд, что затрудняло наблюдение за сигналами, но Григорьев ответил утвердительно, поэтому уже одиночный С326 уехал в сторону Москвы. Далее Григорьев и главный кондуктор Савельев отправились на платформу Перерва, где по телефону передали информацию о ситуации с поездом. При этом передали они её дежурному (ДСП) впереди расположенной (со стороны Москвы) станции Люблино-Дачное, и не предупредив позади расположенный южный блокпост станции Люблино-Сортировочное, на чьей территории находится платформа Перерва. Тем временем, дефектный паровоз С326 при проезде северной горловины станции нажал на специальную рельсовую педаль, о чём дежурного по южному блокпосту станции Люблино-Сортировочное Яковлева оповестил специальный сигнал. Не подозревая о разрыве поезда, Яковлев предположил, что поезд № 64 покинул станцию, поэтому связался со станцией Царицыно-Дачное и дал разрешение на отправление следующего поезда № 52, которым управляли машинист Черенков и помощник машиниста Харитонов.
В 03:40 дежурному Яковлеву позвонил билетный кассир платформы Перерва и предупредил, что поезд № 64 ещё не ушёл, а продолжает стоять у платформы. Осознав критичность ситуации, дежурный позвонил стрелочнику Валуеву и приказал остановить поезд № 52. Поездная радиосвязь и автоблокировка в то время отсутствовали, поэтому дежурный перекрыл входной семафор и начал выставлять сигнальные огни, а Валуев побежал в направлении, откуда должен был прибыть поезд, подавая при этом звуковые сигналы с помощью специального рожка, стараясь привлечь внимание локомотивной бригады. Через несколько минут прибывающий пассажирский поезд, не реагируя на сигналы стрелочника, на большой скорости въехал на станцию Люблино-Сортировочное. Лишь у самой платформы Перерва в 03:43 были наконец задействованы тормоза, но из-за малого расстояния при высокой скорости поезд № 52 не успел остановиться и врезался в хвост поезда № 64.
В результате катастрофы на месте погибли 13 человек, 37 получили тяжёлые ранения, 12 — лёгкие. Среди пострадавших были 5 детей возрастом до 7 лет. Позже в больницах умерли 3 человека, доведя тем самым число погибших до 16. Точная причина, почему локомотивная бригада поезда № 52 не реагировала на сигналы, неясна. Одним из факторов стало то, что входной семафор данной станции на тот момент по причине ремонтных работ находился не с правой, а с левой стороны по ходу движения, о чём дежурный по станции Царицыно Новиков забыл предупредить машиниста Черенкова из-за заболевшего собственного ребёнка. Писатель Зауэр в книге «Происшествия на железных дорогах, их причины и меры предупреждения» 1932 года выдвигает версию, что машинист с помощником попросту уснули, что однако не отвечает на вопрос, почему хоть в последний момент, но тормоза всё же были задействованы.

## Последствия
Судебный процесс проходил в клубе имени Е. Ф. Кухмистерова Курской железной дороги. Обвиняемыми рассматривались оба машиниста поезда № 64, главный кондуктор поезда, машинист и помощник машиниста поезда № 52, дежурные по южному блокпосту станции Люблино и дежурный по станции Царицыно. В результате тюремные сроки получили машинисты Черенков (10 лет) и Макаров (8 лет), дежурный по станции Царицыно Новиков (10 лет) и дежурный по блокпосту Яковлев (5 лет). Условные сроки получили помощник машиниста Харитонов и главный кондуктор Савельев. Также были заведены уголовные дела в отношении ремонтного персонала депо Тула и руководителей Московско-Курской железной дороги.

## «Перерва» Демьяна Бедного
…«Причина крушенья — небрежность бригады».

Калеки! Убитые! Стоны и кровь!

Враги, нашей гибели ждущие гады,

Прочтут о Перерве и будут так рады;

Так рады,

Так рады:

— «Крушение вновь!»

И ждать, будут ждать — за Перервою первой,

Если дальше позорно так дело пойдёт,

Наш советский-де строй сам собой пропадёт,

Сокрушивши себя ВСЕСОВЕТСКОЙ ПЕРЕРВОЙ!!
Под влиянием катастрофы писатель Демьян Бедный уже 10 сентября 1930 года написал фельетон «Перерва». Это стихотворение стало одним из предметов критики писателя, его травли. Даже когда Демьян Бедный направил Сталину жалобу, то получил от него критичный ответ:

В чём существо Ваших ошибок? Оно состоит в том, что критика недостатков жизни и быта СССР, критика обязательная и нужная, развитая Вами вначале довольно метко и умело, увлекла Вас сверх меры и, увлёкши Вас, стала перерастать в Ваших произведениях в клевету на СССР, на его прошлое, на его настоящее. Таковы Ваши «Слезай с печки» и «Без пощады». Такова Ваша «Перерва», которую прочитал сегодня по совету т. Молотова.
…Вместо того, чтобы осмыслить этот величайший в истории революции процесс и подняться на высоту задач певца передового пролетариата, ушли куда-то в лощину и, запутавшись между скучнейшими цитатами из сочинений Карамзина и не менее скучными изречениями из «Домостроя», стали возглашать на весь мир, что Россия в прошлом представляла сосуд мерзости и запустения, что нынешняя Россия представляет сплошную «Перерву», что «лень» и стремление «сидеть на печке» является чуть ли не национальной чертой русских вообще, а значит и русских рабочих, которые, проделав Октябрьскую революцию, конечно, не перестали быть русскими. И это называется у Вас большевистской критикой! Нет, высокочтимый т. Демьян, это не большевистская критика, а клевета на наш народ, развенчание СССР, развенчание пролетариата СССР, развенчание русского пролетариата.

…Существует, как известно «новая» (совсем «новая»!) троцкистская «теория», которая утверждает, что в Советской России реальна лишь грязь, реальна лишь «Перерва». Видимо, эту «теорию» пытаетесь Вы теперь применить…— 